# لانگن بای برگنس
لانگن بای برگنس (به آلمانی: Langen bei Bregenz) یک منطقهٔ مسکونی در اتریش است که در ناحیه برگنتس واقع شده‌است. لانگن بای برگنس ۲۱٫۸۸ کیلومتر مربع مساحت دارد ۶۵۸ متر بالاتر از سطح دریا واقع شده‌است.